# Zöldségmesék
A Zöldségmesék (eredeti cím: VeggieTales) színes, amerikai televíziós számítógép-animációs sorozat, melynek alkotói és főszereplői Phil Vischer és Mike Nawrocki. Amerikában 1993. december 21-én mutatták be először, Magyarországon az RTL Klub vetítette 2005 és 2007 között.

## Befejező
A Noah's Ark című epizód megjelenése után a Big Idea nem mutatott be újabb terveket a további Zöldségmesék DVD-videókról, amelyek látszólag kizárólag a Netflix sorozatra koncentráltak. 2017 júniusában Mike Nawrocki megjelent a „Today's Life” keresztény show-n, és miközben nem állította, hogy már nem része a nagy ötletnek, azt állította, „ha valaha is lehetőségem van arra, hogy valamit Zöldségmesékkel, szeretnék csinálni.”
A 2018-as Christian Worldview Film Festivalon (Keresztény Világnézeti Filmfesztivál magyarul) az Egyesült Államokban Mike Nawrocki megerősítette, hogy már nem dolgozik a Zöldségmeséken, és nincs semmi új a termelésben. Elutasítja az elméleteket, hogy 2018-ban új DVD-videót fognak készíteni. Phil Vischer kijelentette, hogy nem jön vissza új epizódokra.

## Szereplők
| Szereplő             | Eredeti hang                                                                                    | Magyar hang      |
| -------------------- | ----------------------------------------------------------------------------------------------- | ---------------- |
| Bob, a paradicsom    | Phil Vischer                                                                                    | Háda János       |
| Larry, az uborka     | Mike Nawrocki                                                                                   | Galbenisz Tomasz |
| Junior spárga        | Lisa Vischer                                                                                    | Jelinek Márk     |
| Archibald spárga     | Phil Vischer                                                                                    | Láng Balázs      |
| Laura répa           | Kristin Blegen                                                                                  | Dögei Éva        |
| Mr. Lunt (lopótök)   | Phil Vischer                                                                                    | Szokol Péter     |
| Jimmy lopótök        | Phil Vischer                                                                                    | ?                |
| Jerry lopótök        | Mike Nawrocki                                                                                   | ?                |
| Madame Áfonya        | Megan Moore Burns (1998) Gail Bock (1999-2002) Jackie Ritz (2002-2009) Megan Murphy (2005-2015) | ?                |
| Petunia rebarbara    | Cydney Trent                                                                                    | ?                |
| Szőlő papa           | Phil Vischer                                                                                    | Kassai Károly    |
| Mr. Nezzer (cukkini) | Phil Vischer                                                                                    | Pálfai Péter     |
| Jean-Claude borsó    | Mike Nawrocki                                                                                   | Seder Gábor      |
| Phillipe borsó       | Phil Vischer                                                                                    | Pipó László      |
| Qwerty (számítógép)  | Mike Nawrocki                                                                                   | ?                |

- További magyar hangok : ?

## Epizódok
| #  | Magyar cím                             | Eredeti cím                                                      |  |
| -- | -------------------------------------- | ---------------------------------------------------------------- |  |
|    |                                        |                                                                  |  |
| 01 | Hol van Isten, amikor félek?           | Where's God When I'm S-Scared? (1993)                            |  |
|    |                                        |                                                                  |  |
| 02 |                                        | God Wants Me to Forgive Them!?! (1994)                           |  |
|    |                                        |                                                                  |  |
| 03 |                                        | Are You My Neighbor? (1995)                                      |  |
|    |                                        |                                                                  |  |
| 04 |                                        | Rack, Shack and Benny (1995)                                     |  |
|    |                                        |                                                                  |  |
| 05 |                                        | Dave & the Giant Pickle (1996)                                   |  |
|    |                                        |                                                                  |  |
| 06 | A játék, mely megmentette a karácsonyt | The Toy That Saved Christmas (1996)                              |  |
|    |                                        |                                                                  |  |
| 07 |                                        | A Very Silly Sing-Along! (1997)                                  |  |
|    |                                        |                                                                  |  |
| 08 |                                        | Larry-Boy! and the Fib from Outer Space! (1997)                  |  |
|    |                                        |                                                                  |  |
| 09 | Jerikó falai                           | Josh and the Big Wall! (1997)                                    |  |
|    |                                        |                                                                  |  |
| 10 |                                        | Madame Blueberry (1998)                                          |  |
|    |                                        |                                                                  |  |
| 11 | A mellőzött uborka                     | Silly Sing-Along 2: The End of Silliness? (1998)                 |  |
|    |                                        |                                                                  |  |
| 12 |                                        | Larry-Boy and the Rumor Weed (1999)                              |  |
|    |                                        |                                                                  |  |
| 13 |                                        | King George & The Ducky (2000)                                   |  |
|    |                                        |                                                                  |  |
| 14 | A bátor királyné                       | Esther... The Girl Who Became Queen (2000)                       |  |
|    |                                        |                                                                  |  |
| 15 |                                        | Lyle the Kindly Viking (2001)                                    |  |
|    |                                        |                                                                  |  |
| 16 | A csacska lista                        | The Ultimate Silly Song Countdown (2001)                         |  |
|    |                                        |                                                                  |  |
| 17 |                                        | Heroes of the Bible! Lions, Shepherds and Queens (Oh My!) (2002) |  |
|    |                                        |                                                                  |  |
| 18 |                                        | Heroes of the Bible! Stand Up, Stand Tall, Stand Strong! (2002)  |  |
|    |                                        |                                                                  |  |
| 19 | A karácsonyi csillag                   | The Star of Christmas (2002)                                     |  |
|    |                                        |                                                                  |  |
| 20 |                                        | The Wonderful World of Auto-Tainment! (2003)                     |  |
|    |                                        |                                                                  |  |
| 21 | A Kicsi Joe balladája                  | The Ballad of Little Joe (2003)                                  |  |
|    |                                        |                                                                  |  |
| 22 | Rántották hercege                      | Englishman with an Omelet (2003)                                 |  |
|    |                                        |                                                                  |  |
| 23 | Húsvéti történet                       | An Easter Carol (2004)                                           |  |
|    |                                        |                                                                  |  |
| 24 | Bigyófalva lakói                       | A Snoodle's Tale (2004)                                          |  |
|    |                                        |                                                                  |  |
| 25 |                                        | Sumo of the Opera (2004)                                         |  |
|    |                                        |                                                                  |  |
| 26 |                                        | Duke and the Great Pie War (2005)                                |  |
|    |                                        |                                                                  |  |
| 27 |                                        | Minnesota Cuke and the Search for Samson's Hairbrush (2005)      |  |
|    |                                        |                                                                  |  |
| 28 |                                        | Lord of the Beans (2005)                                         |  |
|    |                                        |                                                                  |  |
| 29 |                                        | Sheerluck Holmes and the Golden Ruler (2006)                     |  |
|    |                                        |                                                                  |  |
| 30 |                                        | LarryBoy and the Bad Apple (2006)                                |  |
|    |                                        |                                                                  |  |
| 31 |                                        | Gideon: Tuba Warrior (2006)                                      |  |
|    |                                        |                                                                  |  |
| 32 |                                        | Moe and the Big Exit (2007)                                      |  |
|    |                                        |                                                                  |  |
| 33 |                                        | The Wonderful Wizard of Ha's (2007)                              |  |
|    |                                        |                                                                  |  |
| 34 |                                        | Tomato Sawyer and Huckleberry Larry's Big River Rescue (2008)    |  |
|    |                                        |                                                                  |  |
| 35 |                                        | Abe and the Amazing Promise (2009)                               |  |
|    |                                        |                                                                  |  |
| 36 |                                        | Minnesota Cuke and the Search for Noah's Umbrella (2009)         |  |
|    |                                        |                                                                  |  |
| 37 |                                        | Saint Nicholas: A Story of Joyful Giving (2009)                  |  |
|    |                                        |                                                                  |  |
| 38 |                                        | Pistachio – The Little Boy That Woodn't (2010)                   |  |
|    |                                        |                                                                  |  |
| 39 |                                        | Sweetpea Beauty: A Girl After God's Own Heart (2010)             |  |
|    |                                        |                                                                  |  |
| 40 |                                        | It's a Meaningful Life (2010)                                    |  |
|    |                                        |                                                                  |  |
| 41 |                                        | Twas The Night Before Easter (2011)                              |  |
|    |                                        |                                                                  |  |
| 42 |                                        | Princess and the Popstar (2011)                                  |  |
|    |                                        |                                                                  |  |
| 43 |                                        | The Little Drummer Boy (2011)                                    |  |
|    |                                        |                                                                  |  |
| 44 |                                        | Robin Good And His Not-So Merry Men (2012)                       |  |
|    |                                        |                                                                  |  |
| 45 |                                        | The Penniless Princess (2012)                                    |  |
|    |                                        |                                                                  |  |
| 46 |                                        | The League of Incredible Vegetables (2012)                       |  |
|    |                                        |                                                                  |  |
| 47 |                                        | The Little House That Stood (2013)                               |  |
|    |                                        |                                                                  |  |
| 48 |                                        | MacLarry and the Stinky Cheese Battle (2013)                     |  |
|    |                                        |                                                                  |  |
| 49 |                                        | Merry Larry and the True Light of Christmas (2013)               |  |
|    |                                        |                                                                  |  |
| 50 |                                        | Veggies in Space: The Fennel Frontier (2014)                     |  |
|    |                                        |                                                                  |  |
| 51 |                                        | Celery Night Fever (2014)                                        |  |
|    |                                        |                                                                  |  |
| 52 |                                        | Beauty and the Beet (2014)                                       |  |
|    |                                        |                                                                  |  |
| 53 |                                        | Noah's Ark (2015)                                                |  |